# Mikael Wiberg

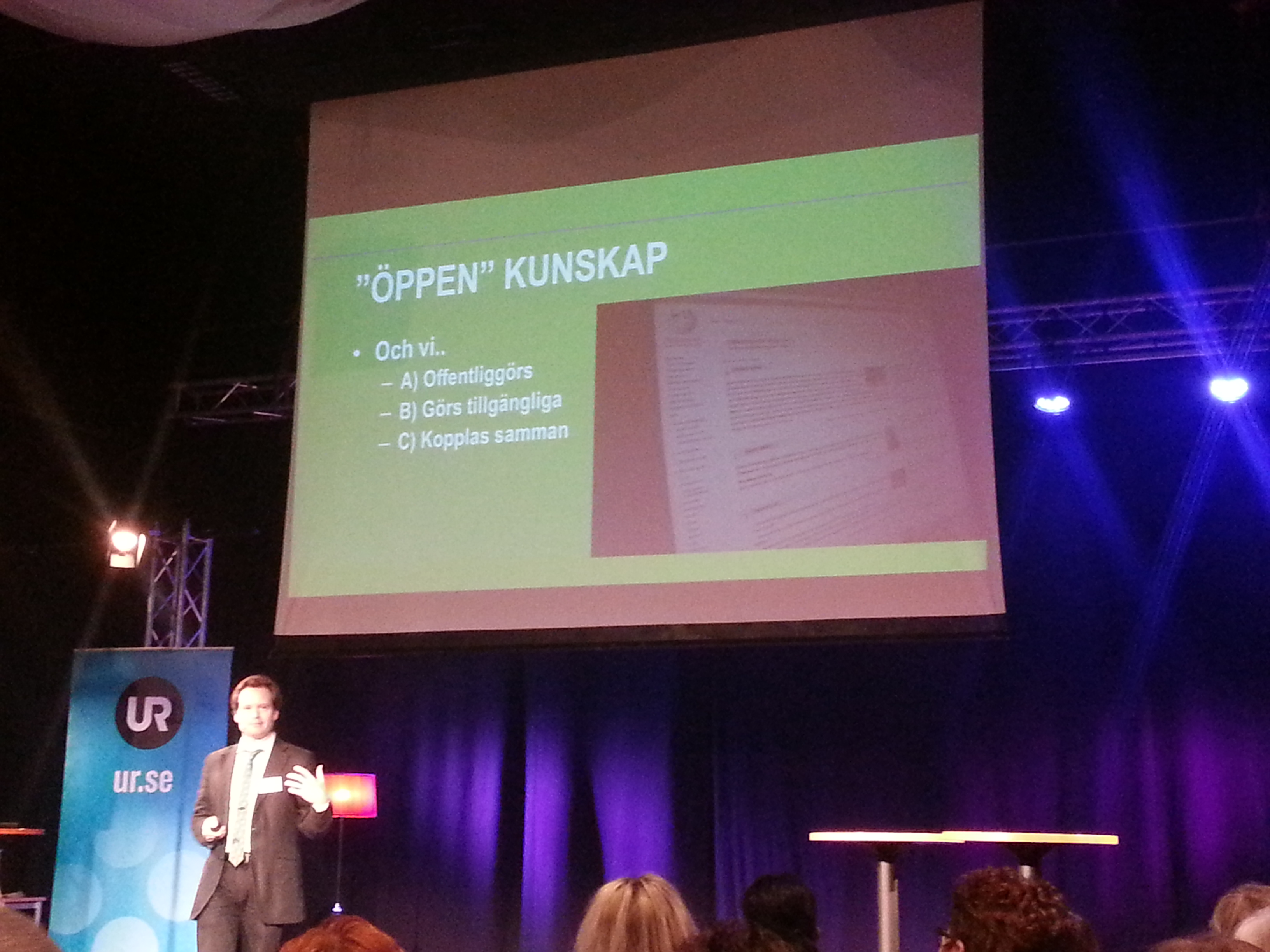
Mikael Wiberg vid UR Samtiden 20+12

Mikael Wiberg, född 17 april 1974, är forskare, författare, och professor i informatik vid Umeå universitet. 

## Biografi
Mikael Wiberg har bedrivit forskning om samhällets digitalisering under de senaste 20 åren. Wiberg har en magisterexamen i systemvetenskap från 1997 och en doktorsexamen i informatik från 2001. Han blev docent i informatik 2004. Han har varit programansvarig för masterprogram inom människa-dator interaktion och interaktionsdesign vid Umeå universitet samt studierektor för forskarutbildningen i informatik vid Umeå universitet. 
Wiberg har varit forskningsledare för Designhögskolan vid Umeå universitet (år 2008-2010),  lärostolsprofessor i Människa-dator interaktion vid Uppsala universitet (år 2010-2012). Sedan år 2012 är Wiberg professor i Informatik, och har haft uppdrag som prefekt för institutionen för informatik, Umeå universitet (år 2013-2018), styrelseordförande för Restauranghögskolan, Umeå universitet (år 2013-2016), prodekan för den samhällsvetenskapliga fakulteten (år 2016-2017) samt projektledare för Konstnärligt Campus (2018-2019).

## Forskning
Wibergs forskningsområden berör:
- Samhällets digitalisering
- Digital transformation
- Interaktionsdesign / människa-dator interaktion
- Digitala innovationer och kreativa designprocesser

Mikael Wiberg utkom 2004 med boken "The Interaction Society" där ett framväxande interaktionssamhälle i digitaliseringens kölvatten beskrivs och analyseras. 2018 utkommer boken "The Materiality of Interaction: Notes on the Materials of Interaction Design", MIT Press (2018)